# Ida Marcheria
Ida Marcheria (Trieste, 13 agosto 1929 – Roma, 3 ottobre 2011) è stata una scrittrice, attivista e superstite dell'Olocausto italiana.

## Biografia
Nata a Trieste, era figlia di Ernesto, nato a Venezia e Anna Nacson, di famiglia ebraica originaria dell'isola di Corfù. Nel 1943 la famiglia fu la prima ad essere arrestata a Trieste dai tedeschi, su segnalazione delle autorità italiane.  Furono reclusi nel carcere di Coroneo di Trieste e da lì deportati nel campo di concentramento di Auschwitz-Birkenau . Ida venne marchiata con il numero identificativo 70412.  All'arrivo ad Auschwitz, i genitori e il fratello Raffaele furono condotti alle camere a gas, mentre i fratelli Giacomo, Ida e Stella sopravvissero, scampando anche alle marce della morte. Come molti altri sopravvissuti, incapace di sopportare il fardello dell'esperienza vissuta, Stella morirà suicida negli anni settanta. Ad Auschwitz Ida fu destinata al campo di lavoro chiamato "Canada", addetta alla raccolta degli indumenti e degli effetti personali sottratti ai deportati e da lì fu testimone anche della rivolta del "sonderkommando". Dopo il ritorno in Italia alla fine della guerra, nel 1951 si sposò e si stabilì a Roma dove, sulla spinta del ricordo della fame patita nel campo, divenne titolare col marito di un'attività di produzione artigianale di dolciumi e cioccolato di buon successo. Argomento, quello della fame, legato nel suo caso anche all'infantile innocente desiderio di dolci, che sarà il tratto distintivo della sua attività di testimonianza e attivismo che affronterà a partire dal 1994, dopo numerosi anni di silenzio sulla sua esperienza, grazie alla pubblicazione di libri di memorie "La ragazza che sognava il cioccolato", "Non perdonerò mai" e "Judenrampe". Fece anche opera di informazione nelle scuole, dibattiti pubblici e celebrazioni ufficiali e descrisse la sua esperienza in film e documentari.
È fra i protagonisti dei film-documentario Memoria di Ruggero Gabbai e "Auschwitz e la cioccolata" di Roberto Olla.
La notizia della morte, avvenuta a Roma il 3 ottobre 2011 è stata riportata dalle maggiori testate giornalistiche e televisive, a testimonianza dell'importanza della sua figura di testimone e memoria storica dell'olocausto.